# Škoda 01T
Škoda 01T (oznaczany także T3M.0) – typ tramwaju powstały w wyniku modernizacji czechosłowackiego tramwaju T3.

## Historia
Oprócz zakładów ČKD modernizacji tramwajów w Czechach w latach 90. XX wieku podjęła się także pilzneńska firma Škoda i jej właśnie pilzneńskie przedsiębiorstwo transportowe postanowiło zlecić przebudowę wagonów. Jako pierwsza do modernizacji wysłana została Tatra T3SUCS o numerze 246. Została ona całkowicie zmodernizowana w latach 1993–1995 (jako jeden z pierwszych tramwajów w Czechach). Następnie Škodzie zlecono przebudowę kolejnych 25 wozów. W 2010 prototyp nr 246 został wycofany z eksploatacji. W 2013 wagony nr 209 i 210 wycofano z ruchu liniowego z powodu wysokiej awaryjności i zezłomowano. Trzynaście egzemplarzy (w tym prototypowy) w latach 2012–2014 przebudowano na typ Vario LF. W 2015 zakończono eksploatację tego typu tramwaju w Pilźnie. Pozostałe tramwaje sprzedano w tym samym roku do ukraińskiego Mikołajowa.

## Modernizacja
Wszystkie wozy otrzymały nowe wyposażenie elektryczne Škoda z tranzystorami IGBT. W pierwszym wyremontowanym wozie (nr 246) po raz pierwszy zastosowano takie wyposażenie. Odnowiono zupełnie pudło wagonu, zmodernizowano także wnętrze (zamontowano tapicerowane siedzenia, nowe poręcze, antypoślizgową podłogę) i kabinę motorniczego. Tramwaje otrzymały pantograf połówkowy, a pierwsze dwa wozy o numerach 246 i 247 również drzwi odskokowo-wychylne.

## Dostawy
Modernizacje na typ Škoda 01T przebiegały w latach 1993–1999.
| Państwo        | Miasto         | Lata dostaw    | Numery taborowe                                | Liczba | Uwagi                               |       |
| -------------- | -------------- | -------------- | ---------------------------------------------- | ------ | ----------------------------------- | ----- |
| Czechy         | Pilzno         | 1995–1999      | 209–216, 219–230, 237, 238, 241, 242, 246, 247 | 26     | wszystkie tramwaje wycofano z ruchu | [ 2 ] |
| Łączna liczba: | Łączna liczba: | Łączna liczba: | Łączna liczba:                                 | 26     |                                     |       |